# Pozo de Almoguera
Pozo de Almoguera é um município da Espanha na província de Guadalajara, comunidade autónoma de Castilla-La Mancha, de área 16,72 km² com população de 151 habitantes (2006) e densidade populacional de 9,34 hab/km².

## Demografia
| Variação demográfica do município entre 1991 e 2004 | Variação demográfica do município entre 1991 e 2004 | Variação demográfica do município entre 1991 e 2004 | Variação demográfica do município entre 1991 e 2004 |
| --------------------------------------------------- | --------------------------------------------------- | --------------------------------------------------- | --------------------------------------------------- |
| 1991                                                | 1996                                                | 2001                                                | 2004                                                |
| 230                                                 | 212                                                 | 161                                                 | 154                                                 |